# Keith Ward

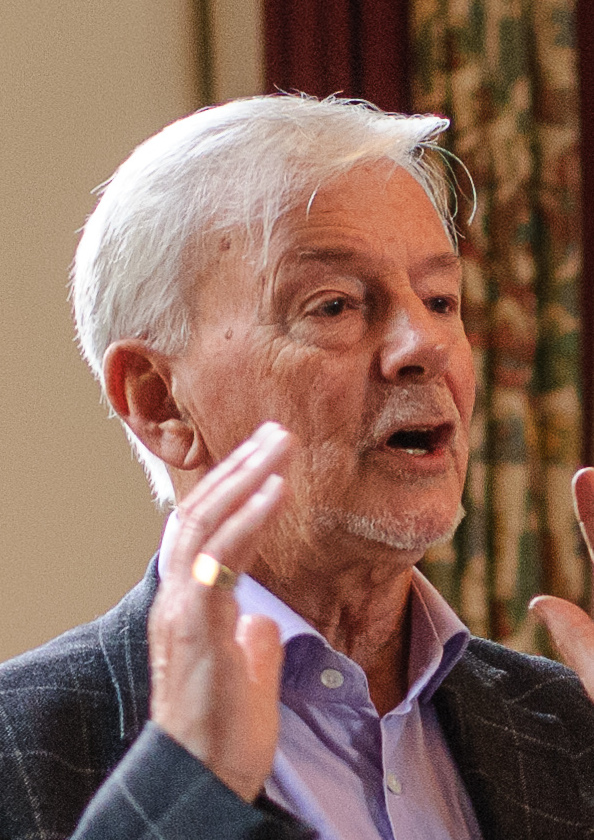
Keith Ward (2016).

Keith Ward FBA (nascido em 1938) é um filósofo e teólogo inglês. É membro da Academia Britânica e sacerdote da Igreja Anglicana. Foi cônego da Christ Church, em Oxford, até 2003. A teologia comparada e a relação entre ciência e religião são dois de seus principais tópicos de interesse.

## Trabalho acadêmico
Ward nasceu em 22 de agosto de 1938 em Hexham. Graduou-se em 1962 com um Bacharelado em Artes pela Universidade do País de Gales e de 1964 a 1969 foi professor de lógica na Universidade de Glasgow. Formou-se em Letras pelo Linacre College, Oxford, em 1968. Ward tem mestrado e DD das universidades de Cambridge e Oxford, e um DD honorário da Universidade de Glasgow.
De 1969 a 1971 foi professor de filosofia na Universidade de St Andrews. Em 1972, foi ordenado sacerdote na Igreja Anglicana. De 1971 a 1975 foi professor de filosofia da religião na Universidade de Londres. De 1975 a 1983, foi decano do Trinity Hall, Cambridge. Foi nomeado Professor de Teologia Moral e Social na Universidade de Londres em 1982, professor de história e filosofia da religião no King's College London em 1985 e Professor Regius de Divindade na Universidade de Oxford em 1991, cargo do qual se aposentou em 2004. 
Em 1992, Ward foi professor visitante na Claremont Graduate University, na Califórnia. Em 1993-94, proferiu as prestigiosas Gifford Lectures na Universidade de Glasgow. Foi Professor de Divindade Gresham entre 2004 e 2008 no Gresham College, em Londres. 
Ward faz parte do conselho do Royal Institute of Philosophy e é membro dos conselhos editoriais da Religious Studies, da Journal of Contemporary Religion, da Studies in Inter-Religious Dialogue e da World Faiths Encounter. É membro do conselho de governadores do Oxford Centre for Hindu Studies. Ele também foi professor visitante na Drake University, Iowa, e na Universidade de Tulsa, Oklahoma. 

## Foco e crenças
Um dos principais focos de Ward é o diálogo entre tradições religiosas, interesse que o levou a ser co-presidente do Congresso Mundial das Religiões (FCM) de 1992 a 2001. Seu trabalho também explora conceitos de Deus e a ideia de revelação. Ele também escreveu sobre sua opinião sobre uma relação entre ciência e religião.  Como um defensor da evolução teísta, ele considera a evolução e o cristianismo como essencialmente compatíveis, uma crença que ele descreveu em seu livro Deus, Acaso e Necessidade e que está em contraste com seu colega de Oxford Richard Dawkins, um ateu vocal e proeminente.
Ward disse que a conclusão de Dawkins de que não há Deus ou qualquer propósito no universo é "ingênua" e não baseada na ciência, mas em um ódio à religião. As fortes visões antirreligiosas de Dawkins se originam, de acordo com Ward, de encontros anteriores com "certas formas de religião que são anti-intelectuais e anticientíficas ... e também emocionalmente pressionante." 

Ward descreveu sua própria fé cristã da seguinte forma:
Sou um cristão nascido de novo. Posso dar um dia preciso em que Cristo veio a mim e começou a transformar minha vida com Seu poder e amor. Ele não me fez santo. Mas ele me fez um pecador perdoado, libertado e renovado, tocado pelo poder divino e dado o imenso dom de um sentido íntimo da presença pessoal de Deus. Não tenho dificuldade em dizer que aceito de todo o coração Jesus como meu Senhor e Salvador pessoal. 
Nos anos dezenove e setenta, Ward foi um defensor da ortodoxia evangélica, amado pelos cristãos daquele eleitorado, um grande apologista, pregador, orador e defensor de uma abordagem conservadora das escrituras. O ponto de virada para Ward veio com a publicação de seu livro, "A Vision to Pursue", no qual ele se distanciou de uma abordagem tão conservadora e adotou uma abordagem muito mais crítica das escrituras e uma visão mais teologicamente liberal. Ele perdeu muitos antigos amigos evangélicos e o rumo de sua escrita mudou drasticamente.

Ward criticou o fundamentalismo cristão moderno, mais notavelmente em seu livro de 2004 What the Bible Really Teach : A Challenge for Fundamentalists. Ele acredita que os fundamentalistas interpretam a Bíblia de maneiras implausíveis e escolhem qual de suas passagens enfatizar para se encaixar em crenças preexistentes. Ele defende que a Bíblia deve ser levada "a sério", mas nem sempre "literalmente" e não concorda com a doutrina da inerrância bíblica, dizendo que ela não é encontrada na Bíblia, elaborando que
Pode haver discrepâncias e erros nos escritos sagrados, mas aquelas verdades que Deus quis ver incluídas nas Escrituras, e que são importantes para a nossa salvação, são colocadas lá sem erro... a Bíblia não é inerrante em detalhes, mas Deus garantiu que nenhum erro substancial, que nos engane sobre a natureza da salvação, seja encontrado nas Escrituras. 

## Obras

### Livros
Ward é autor de muitos livros sobre a natureza da religião, a filosofia da religião, a fé cristã, religião e ciência, a Bíblia e sua interpretação, teologia comparada e sistemática, e ética e religião.